# ЭДС1Р
ЭДС1Р (Электропоезд Демиховский Специальный, 1-й тип) — электропоезд переменного тока, созданный в 2013 году на Демиховском машиностроительном заводе (ДМЗ) для использования рабочими бригадами при обслуживании инфраструктуры железной дороги.
Заводское обозначение — 62-370; заводские обозначения вагонов:
- прицепной головной вагон (Пг) — модель 62-371;
- моторный головной вагон (Мг) — модель 62-372.

## Создание и выпуск
Ещё до образования ОАО «РЖД» путём переоборудования отдельных вагонов пассажирских электропоездов были созданы электромотрисы и даже многовагонные электропоезда специального назначения. Далее их количество продолжало увеличиваться. Проблема состояла в том, что такие «самоделки» были не сертифицированы.
В 2013 году на ДМЗ был создан опытный образец специального электропоезда (или же двухвагонной электромотрисы) переменного тока, предназначенный для доставки рабочих бригад с необходимым оборудованием к месту работы. Поезд получил обозначение ЭДС1Р. Интересно, что на заводской табличке этого состава, представленного на салоне ЭКСПО-1520 в сентябре 2013 года, была надпись «Электромотриса ЭмДС1Р», хотя на головной части в маркировке буквы «м» не было.
В следующем году был построен ещё один поезд этого же типа (ЭДС1Р-0002), а номер опытного образца по неизвестным причинам был изменён с 0001 на 0003. Данных о постройке других экземпляров по состоянию на июнь 2016 года не было.

## Общие сведения

### Назначение

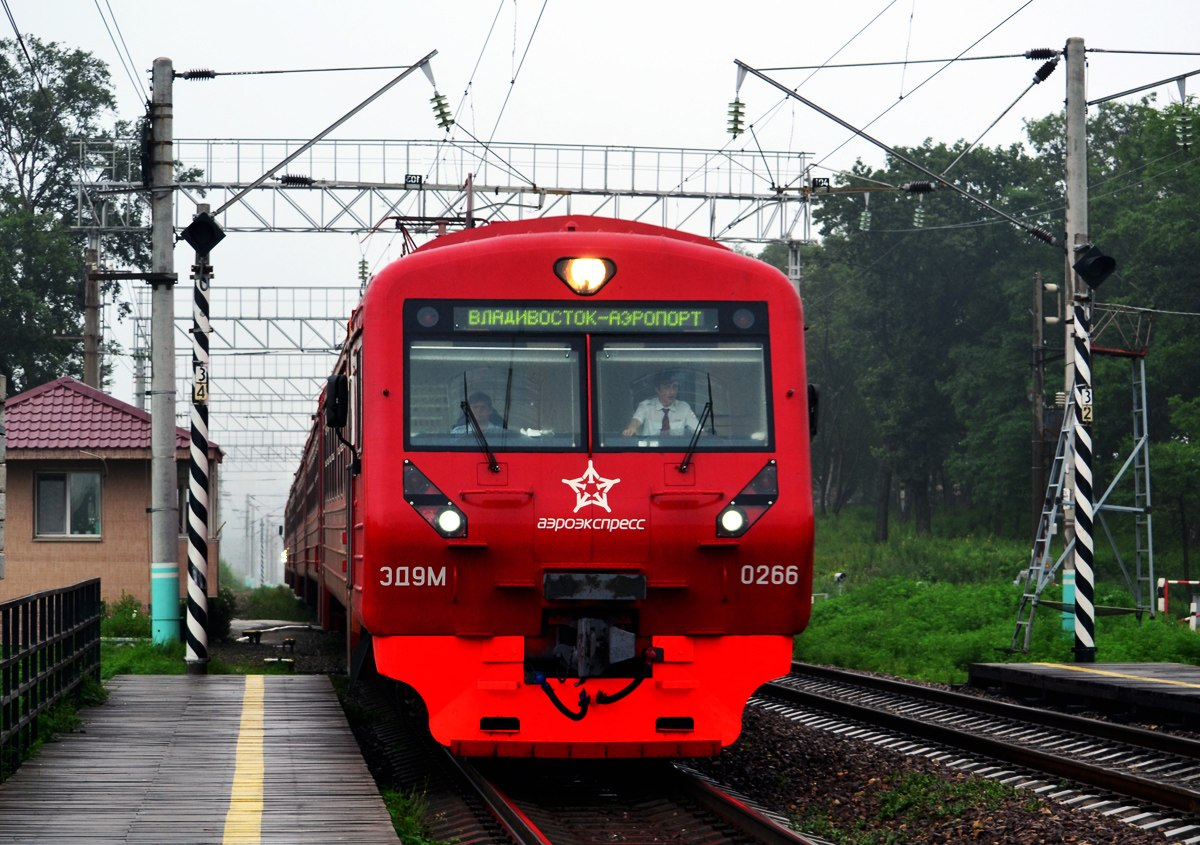
ЭД9М последних выпусков — прообраз ЭДС1Р.

Служебный электропоезд ЭДС1Р создан на базе пригородных пассажирских электропоездов ЭД9М и предназначен для перевозки рабочих бригад совместно с необходимым оборудованием для работы на участках железных дорог колеи 1520 мм, электрифицированных переменным током при номинальном напряжении 25 кВ и частоте 50 Гц. Поезд состоит из двух головных вагонов — прицепного с пассажирским салоном для проезда бригад и моторного (служебно-технического) для перевозки и хранения оборудования и материалов, а также выполнения слесарных и других работ.

### Технические характеристики
Основные параметры электропоезда:
- основная составность — 2 вагона;
- размеры:
  - длина электропоезда основной составности — 44,2 м;
  - длина вагона по осям автосцепок — 22 100 мм;
  - ширина вагона — 3480 мм;
  - база вагона — 15 000 мм;
- вместимость (мест для сидения) — 62;
- тяговые характеристики:
  - напряжение и род тока — 25 кВ 50 Гц переменного тока;
  - мощность тяговых двигателей (основная составность) — 4×220=880 кВт;
  - среднее ускорение до скорости 60 км/ч, не менее — 0,7…0,8 м/с²;
  - конструкционная скорость — 120 км/ч.

### Нумерация и маркировка
Система нумерации и маркировки, принятая для поездов ЭДС1Р, во многом аналогична применяемой на ДМЗ (например, для ЭД2Т, ЭД4М). Составы получают номера четырёхзначного написания, начиная от 0001 (далее изменённого на 0003). Маркировка на лобовой части головных вагонов выполняется в формате ЭДС1Р XXXX, где ХХХХ — номер состава (без указания номера вагона). Тип поезда наносится слева, а номер — справа от автосцепки. Каждый вагон состава получает свой номер, в котором первые цифры означают номер состава, последние две — номер вагона по комплекту. Маркировка с номерами вагонов выполняется под окнами посередине вагона и отличается добавлением двух цифр в конец (формат ЭДС1Р-XXXXYY, где YY — номер вагона). Вагон Пг получает нечётный номер 01, вагон Мг — чётный 02. Например, маркировка вагона Мг состава ЭДС1Р-0002 будет ЭДС1Р-000202; вагона Пг того же состава — ЭДС1Р-000201.

## Конструкция

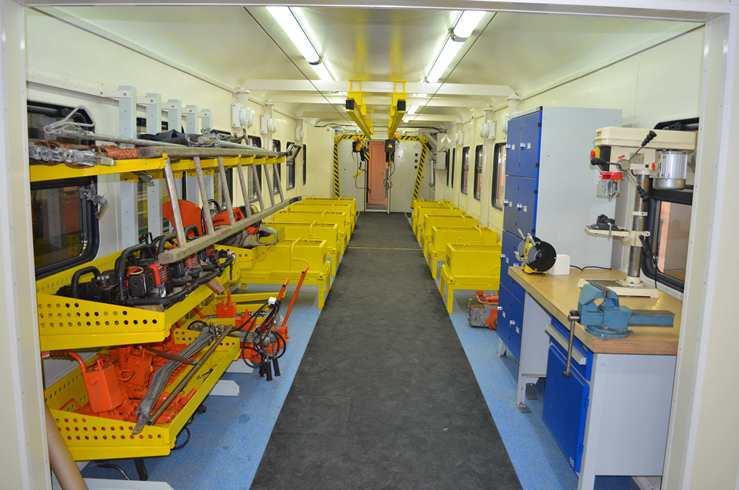
Салон служебного (моторного) вагона

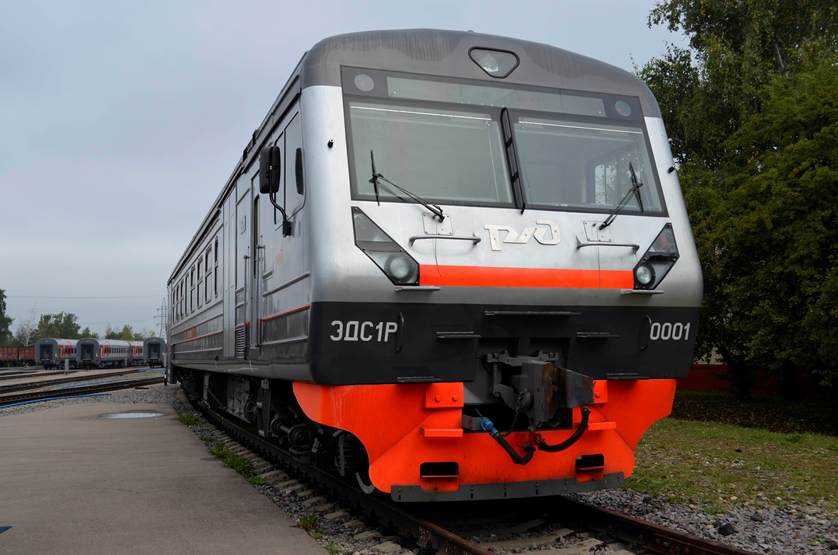
Лобовая часть вагона ЭДС1Р

Электропоезд создан на базе унифицированной механической части поезда ЭД9М последних выпусков и снабжён аналогичным электрооборудованием. Поезд скомпонован по схеме из двух вагонов (Мг+Пг); причём вагон Пг является пассажирским, а Мг — служебно-техническим. По конструкции пассажирский вагон практически не отличается от головного вагона ЭД9М. Изменена планировка салона (имеется купе для бригадира; кухня со столом, шкафом для посуды, микроволновой печью, электрочайником и прочим бытовым оборудованием). В купе бригадира имеются откидной столик и откидное сиденье, розетки для электроприборов с питающим напряжением 220 В, шкафчики для хранения документов. Имеется система микроклимата и санитарный блок с экологически чистым туалетом замкнутого типа. В салоне служебно-технического вагона на потолке расположены две электрические тали грузоподъёмностью 250 кгс каждая, позволяющие погружать, разгружать и перемещать внутри салона тяжёлые грузы. По бокам расположены выкатные контейнеры для деталей и расходного материала, стеллажи и слесарный верстак. Вагоны электропоезда имеют по два выхода на обе стороны комбинированного типа (на низкие и высокие платформы) — за исключением переднего тамбура моторного (то есть служебно-технического) вагона (только на высокие платформы).

## Эксплуатация
Электропоезд ЭДС1Р-0003 после испытаний и презентаций в феврале 2015 года был отправлен в дирекцию по ремонту и эксплуатации путевых машин станции Бикин Дальневосточной железной дороги. Почти одновременно (в январе 2015 года) второй экземпляр (ЭДС1Р-0002) был отправлен в дирекцию по ремонту и эксплуатации путевых машин станции Кувандык Южно-Уральской железной дороги; техническое обслуживание проходил в депо Сакмарская. В апреле 2016 года ЭДС1Р-0002 передан в депо Ружино Дальневосточной железной дороги.

### Комментарии
1. ↑  Высокая платформа — платформа, высота которой над уровнем головки рельса (УГР) составляет 1100 мм. Средняя платформа — платформа, высота которой над УГР составляет 550 мм. Низкая платформа — платформа, высота которой над УГР не более 200 мм[8].